# Vertyikal–2
A Vertyikal–2 (cirill betűkkel: Вертикаль–2, magyarul: függőleges) szovjet R–5V típusú geofizikai kutató rakétaszonda.

## Küldetés
Az Interkozmosz együttműködés keretében ez volt a második rakétaszonda. A Vertyikal–1-hez hasonlóan a Vertyikal–2-höz is az R–5M közepes hatótávolságú ballisztikus rakétán alapuló R–5V típusú rakétát alkalmazták. 1971. augusztus 21-én az Interkozmosz program keretében indították a szovjet Kapusztyin Jar rakétakísérleti lőtérről. Az R–5V hordozórakéta egyfokozatú, folyékony hajtóanyagú típus volt. 463 km-es magasságot ért el, 1300 kg-os műszertartállyal. A ballisztikus pályán mozgó műszerek nagy része gömb alakú konténerben, ejtőernyővel visszatért a Földre.

## Jellemzői
A Központi Fizikai Kutatóintézet (KFKI) Atomenergia Kutatóintézet neutronforrásra alapozott aktivációs analitikai módszerrel működő műszerét a Tányát (műanyagfóliás mikrometeorit-csapda) vitte a világűrbe.

## Külső hivatkozások
- Vertyikál–2. niif.hu. (Hozzáférés: 2012. február 10.)
- Vertyikál–2. kfki.hu. [2012. április 12-i dátummal az eredetiből archiválva]. (Hozzáférés: 2012. február 10.)